# Operation Clean The Nation
Operation Clean The Nation (OCN) oder auch lokal bekannt als Set Settal oder Setal ist ein Aktionstag im westafrikanischen Staat Gambia.
Er wird von der National Environment Agency (NEA), der nationalen Umweltbehörde, ausgerufen, um zur Verbesserung des Müll-Problems beizutragen und ist daneben auch Teil eines Programms zur Bekämpfung von Malaria.
Die Aktion wird an einem Samstag, an dem die meisten Unternehmen und Schulen geschlossen sind, im gesamten Land durchgeführt. Alle sind aufgerufen freiwillig die Straßen und öffentliche Bereiche zu reinigen. Unterstützend wird ein generelles Fahrverbot für alle PKW, inklusive Taxen, verhängt – das von Militär überwacht wird. Nur Fahrzeuge der Sicherheitskräfte, der Regierung, des Diplomatisches Corps, Fahrzeuge mit Sondererlaubnis und natürlich die Fahrzeuge der Müllabfuhr dürfen die Straßen benutzen.
Die Aktion findet jeden letzten Samstag im Monat zwischen 9:00 und 13:00 statt.
Die Operation Clean The Nation wurde vom Staatspräsidenten Jammeh initiiert und fand erstmals 2004 statt. Ein Gesetz zur Abfallvermeidung, das Anti-littering law, wurde zuletzt 2007 beschlossen.
Neben den sichtbaren Spuren der Umweltverschmutzung geht es darum, die Gossen frei von Unrat zu halten, damit sie ihre Funktion der Entwässerung der Straße erfüllen können. Dies ist besonders wichtig in der Regenzeit von Mitte Juni bis Mitte Oktober. Wenn sich dann das abfließende Wasser durch Unrat unkontrolliert staut, gibt es neben den Überschwemmungen auch Brutherde für zahlreiche Krankheitserreger, die Durchfallerkrankungen und Malaria verursachen können. Deshalb ist Operation Clean The Nation ein Teil des nationalen Malaria Control Programms.